# Marco Bode
Marco Bode (Osterode am Harz, 23 juli 1969) is een Duits voormalig voetballer die actief was tussen 1988 en 2002.

## Clubcarrière
Bode speelde in de jeugd bij VfR Osterode voordat hij bij de amateurs van Werder Bremen kwam. Al snel maakte hij de overstap naar de profs van Bremen en Werder zou de enige club zijn waarvoor hij in zijn loopbaan zou spelen. In 379 wedstrijden scoorde de aanvaller 101 doelpunten voor Werder en met de club won hij de Bundesliga in 1993, driemaal de DFB-Pokal (1991, 1994, 1999), driemaal de DFB-Supercup (1988, 1993, 1994), de Europacup II in 1992 en de UEFA Intertoto Cup 1997/98. Bode speelde op 6 mei 2000 mee in de finale van de strijd om de DFB-Pokal, waarin Werder Bremen met 3-0 verloor van FC Bayern München door treffers van Giovane Élber, Paulo Sérgio en Mehmet Scholl.

## Interlandcarrière
Bode kwam ook veertig keer voor het Duits voetbalelftal uit en scoorde daarbij negen keer. Onder leiding van bondscoach Berti Vogts maakte hij zijn debuut op 15 december 1995 in de vriendschappelijke uitwedstrijd tegen Zuid-Afrika (0-0), net als René Schneider (Hansa Rostock). Met Duitsland won hij Euro 1996 en was hij ook actief op Euro 2000 en op het Wereldkampioenschap voetbal in 2002 waar Duitsland de finale haalde.

## Erelijst
Werder Bremen
- DFB-Pokal

1999
- Europacup II

1992
1 Köpke ·
2 Reuter ·
3 Bode ·
4 Freund ·
5 Helmer ·
6 Sammer ·
7 Möller ·
8 Scholl ·
9 Bobic ·
10 Häßler ·
11 Kuntz ·
12 Kahn ·
13 Basler ·
14 Babbel ·
15 Kohler ·
16 Schneider ·
17 Ziege ·
18 Klinsmann  ·
19 Strunz ·
20 Bierhoff ·
21 Eilts ·
22 Reck ·
23 Todt ·
Coach: Vogts
1 Kahn ·
2 Babbel ·
3 Rehmer ·
4 Linke ·
5 Bode ·
6 Nowotny ·
7 Scholl ·
8 Häßler ·
9 Kirsten ·
10 Matthäus ·
11 Rink ·
12 Lehmann ·
13 Ballack ·
14 Hamann ·
15 Wosz ·
16 Jeremies ·
17 Ziege ·
18 Deisler ·
19 Jancker ·
20 Bierhoff  ·
21 Ramelow ·
22 Butt ·
Coach: Ribbeck
1 Kahn  ·
2 Linke ·
3 Rehmer ·
4 Baumann ·
5 Ramelow ·
6 Ziege ·
7 Neuville ·
8 Hamann ·
9 Jancker ·
10 Ricken ·
11 Klose ·
12 Lehmann ·
13 Ballack ·
14 Asamoah ·
15 Kehl ·
16 Jeremies ·
17 Bode ·
18 Böhme ·
19 Schneider ·
20 Bierhoff ·
21 Metzelder ·
22 Frings ·
23 Butt ·
Coach: Völler